# Bredene Koksijde Classic 2023
La 20.ª edición de la clásica ciclista Bredene Koksijde Classic fue una carrera en Bélgica que se celebró el 17 de marzo de 2023 con inicio en la ciudad de Bredene y final en la ciudad de Koksijde sobre un recorrido de 191,6 kilómetros.
La carrera formó parte del UCI ProSeries 2023, calendario ciclístico mundial de segunda división, dentro de la categoría UCI 1.Pro y fue ganada por el belga Gerben Thijssen del Intermarché-Circus-Wanty. Completaron el podio, como segundo y tercer clasificado respectivamente, el alemán Pascal Ackermann del UAE Emirates y el australiano Samuel Welsford del DSM.

## Equipos participantes
Tomaron parte en la carrera 20 equipos: 7 de categoría UCI WorldTeam invitados por la organización, 10 de categoría UCI ProTeam y 3 de categoría Continental. Formaron así un pelotón de 131 ciclistas de los que acabaron 90. Los equipos participantes fueron:
| WorldTeams (7)- Alpecin-Deceuninck - Intermarché-Circus-Wanty - Soudal Quick-Step - Arkéa-Samsic - Team DSM - Trek-Segafredo - UAE Team Emirates ProTeams (10)- Bingoal WB - Human Powered Health - Israel-Premier Tech - Lotto Dstny - Q36.5 Pro Cycling Team - Team Corratec - Team Flanders-Baloise - Team Novo Nordisk - TotalEnergies - Uno-X Pro Cycling Team Equipos continentales (3)- Volkerwessels Cycling Team - TDT-Unibet - Tarteletto-Isorex |
| |

## Clasificación final
- La clasificación finalizó de la siguiente forma:[3]

| \| Clasificación general \| Clasificación general \| Clasificación general \| Clasificación general \| Clasificación general \| \| Ciclista \| Ciclista \| Equipo \| Tiempo \| \| \| --------------------- \| --------------------- \| ------------------------ \| --------------------- \| --------------------- \| \| 1.º \| Gerben Thijssen \| Intermarché-Circus-Wanty \| 4 h 17 min 44 s \| \| \| 2.º \| Pascal Ackermann \| UAE Team Emirates \| + 0 s \| \| \| 3.º \| Samuel Welsford \| Team DSM \| + 0 s \| \| \| 4.º \| Lionel Taminiaux \| Alpecin-Deceuninck \| + 0 s \| \| \| 5.º \| Jakub Mareczko \| Alpecin-Deceuninck \| + 0 s \| \| \| 6.º \| Rüdiger Selig \| Lotto Dstny \| + 0 s \| \| \| 7.º \| Juan Sebastián Molano \| UAE Team Emirates \| + 0 s \| \| \| 8.º \| Sean Flynn \| Team DSM \| + 0 s \| \| \| 9.º \| Kristoffer Halvorsen \| Uno-X Pro Cycling Team \| + 0 s \| \| \| 10.º \| Edward Theuns \| Trek-Segafredo \| + 0 s \| \| |                       |                          |                 |
| |                       |                          |                 |
| Fuentes: ProCyclingStats Cycling Quotient Cycling Archives |                       |                          |                 |
| Clasificación general |                       |                          |                 |
| Ciclista | Ciclista              | Equipo                   | Tiempo          |
| 1.º | Gerben Thijssen       | Intermarché-Circus-Wanty | 4 h 17 min 44 s |
| 2.º | Pascal Ackermann      | UAE Team Emirates        | + 0 s           |
| 3.º | Samuel Welsford       | Team DSM                 | + 0 s           |
| 4.º | Lionel Taminiaux      | Alpecin-Deceuninck       | + 0 s           |
| 5.º | Jakub Mareczko        | Alpecin-Deceuninck       | + 0 s           |
| 6.º | Rüdiger Selig         | Lotto Dstny              | + 0 s           |
| 7.º | Juan Sebastián Molano | UAE Team Emirates        | + 0 s           |
| 8.º | Sean Flynn            | Team DSM                 | + 0 s           |
| 9.º | Kristoffer Halvorsen  | Uno-X Pro Cycling Team   | + 0 s           |
| 10.º | Edward Theuns         | Trek-Segafredo           | + 0 s           |

## UCI World Ranking
La Bredene Koksijde Classic otorgó puntos para el UCI World Ranking para corredores de los equipos en las categorías UCI WorldTeam, UCI ProTeam y Continental. Las siguientes tablas son el baremo de puntuación y los diez corredores que obtuvieron más puntos:
| Posición              | 1.º | 2.º | 3.º | 4.º | 5.º | 6.º | 7.º | 8.º | 9.º | 10.º | 11.º | 12.º | 13.º | 14.º | 15.º | 16.º-30.º | 31.º-40.º |
| Clasificación general | 200 | 150 | 125 | 100 | 85  | 70  | 60  | 50  | 40  | 35   | 30   | 25   | 20   | 15   | 10   | 5         | 3         |

| Clasificación |                       |                          |         |
| Posición      | Ciclista              | Equipo                   | General |
| ------------- | --------------------- | ------------------------ | ------- |
| 1.º           | Gerben Thijssen       | Intermarché-Circus-Wanty | 200     |
| 2.º           | Pascal Ackermann      | UAE Emirates             | 150     |
| 3.º           | Samuel Welsford       | DSM                      | 125     |
| 4.º           | Lionel Taminiaux      | Alpecin-Deceuninck       | 100     |
| 5.º           | Jakub Mareczko        | Alpecin-Deceuninck       | 85      |
| 6.º           | Rüdiger Selig         | Lotto Dstny              | 70      |
| 7.º           | Juan Sebastián Molano | UAE Emirates             | 60      |
| 8.º           | Sean Flynn            | DSM                      | 50      |
| 9.º           | Kristoffer Halvorsen  | Uno-X                    | 40      |
| 10.º          | Edward Theuns         | Trek-Segafredo           | 35      |